# De cierta manera
Pour plus de détails, voir Fiche technique et Distribution.
De cierta manera (traduction littérale : D'une certaine manière) est un film cubain réalisé par Sara Gómez, achevé par Julio García Espinosa et Tomás Gutiérrez Alea et sorti en 1977.

## Synopsis
L'action se déroule à La Havane, dans le nouveau quartier de Miraflores, construit en 1962 pour reloger les habitants d'un bidonville, connu sous le nom des Yaguas. Une jeune institutrice, Yolanda, doit faire face aux problèmes posés par la mentalité et les réticences d'une population jusque-là habituée à vivre dans la marginalité. Elle est aussi amoureuse de Mario, qui fut, un temps, aspirant d'une société secrète et qui, désormais, se construit une nouvelle personnalité dans les brigades révolutionnaires. Au travail, les convictions idéologiques de Mario entrent en conflit avec les comportements de son meilleur ami, Humberto, plutôt hésitant et absentéiste. « Ce conflit, en milieu ouvrier, entre une nouvelle éthique qui se cherche et les anciens modèles culturels est aggravé chez Mario par un autre qui l'oppose à Yolanda, son amie et qui relève, celui-là, du machisme... »

## Fiche technique
Sauf indication contraire, les informations mentionnées dans cette section peuvent être confirmées par la base de données cinématographiques IMDb,  présente dans la section « Liens externes ».
- Titre du film : De cierta manera
- Réalisation : Sara Gómez
- Scénario : Julio García Espinosa, Tomás González Pérez, Tomás Gutiérrez Alea et Sara Gómez
- Production : Camilo Vives (ICAIC)
- Photographie : Luis García - Noir et blanc
- Musique : Sergio Vitier
- Son : Germinal Hernández
- Montage : Juan Varona, T. Gutiérrez Alea
- Durée : 78 minutes
- Pays d'origine :  Cuba
- Sortie :
  - Cuba : 1er janvier 1977

## Distribution
- Mario Balmaseda : Mario
- Yolanda Cuéllar : Yolanda
- Mario Limonta
- Isaura Mendoza
- Bobby Carcasés
- Sarita Reyes
- Les habitants du quartier Miraflores à La Havane

## Commentaire
Conjuguant documentaire et fiction, à partir d'un scénario en évolution, De cierta manera rassemble acteurs professionnels et habitants d'un quartier populaire de La Havane. Ces derniers, interprétant leur propre vie, « proposent des anecdotes, des situations analysant leur réalité. Parallèlement, est menée toute une recherche sur la secte Abakuá, sur son histoire, comme foyer de résistance culturelle mais aussi comme lieu où le machisme - déjà fortement imprégné à Cuba - est une valeur très affirmée. » Dans un texte dédié à Sarita Gómez, l'écrivain et réalisateur cubain Jesús Díaz émet, pour sa part, l'opinion suivante  : « De cierta manera n'explore pas seulement le machisme à travers les relations amoureuses homme-femme, il le fait aussi en traitant de l'amitié masculine, qui est, dans notre contexte, l'un des domaines les plus explosifs et dont la signification éthique est capitale. »
Le machisme y est donc désigné comme facteur de résistance à la transformation de la société. Une question demeure cependant : quelles sont les nouvelles valeurs ? « La société cubaine est, à ce moment-là, montrée comme refoulant ses contradictions à travers les organisations de masse et les processus pédagogiques. »
De cierta manera, bien qu'il soit un des films les plus cités du cinéma cubain, laisse beaucoup de questions en suspens : Sara Gómez, morte avant d'avoir pu achever son seul long-métrage, a-t-elle donné une image caricaturale ou plutôt une image fidèle du processus cubain ?
Dans tous les cas, « il s'agit d'un cinéma complexe mais facile à voir qui, tout en étant provocateur et didactique, n'est jamais pédant et intellectualiste. [...] Un cinéma fièrement imparfait mais truffé de codes qui feront les délices du spectateur aimant analyser », écrit Antxon Salvador Castiella.
Sara Gómez déclarait alors : « Le cinéaste cubain s'exprime en termes de révolution ; le cinéma, pour nous, est inévitablement partial, il sera déterminé par une prise de conscience, il sera le résultat d'une attitude définie face à la nécessité de nous décoloniser politiquement et idéologiquement, de rompre avec les valeurs traditionnelles, qu'elles soient économiques, éthiques ou esthétiques. »